# Equipo de Copa Davis de Uganda
El Equipo de Copa Davis de Uganda es el representativo de Uganda en la máxima competición internacional a nivel de naciones del tenis y está regido por la Asociación de Tenis de Uganda.

## Plantel actual (2019)
- Boris Aguma
- David Oringa
- Simon Peter Ayella
- Frank Tayebwa

## Resultados
| Edición | Zona                             | Rival                | Sede        | Resultado |
| ------- | -------------------------------- | -------------------- | ----------- | --------- |
| 1997    | Europa/África – Grupo IV Zona A  | Togo                 | Gaborone    | 0 – 3     |
| 1997    | Europa/África – Grupo IV Zona A  | Liechtenstein        | Gaborone    | 0 – 3     |
| 1997    | Europa/África – Grupo IV Zona A  | Sudán                | Gaborone    | 2 – 1     |
| 1997    | Europa/África – Grupo IV Zona A  | Yibuti               | Gaborone    | 3 – 0     |
| 1997    | Europa/África – Grupo IV Zona A  | Sudán                | Gaborone    | 2 – 1     |
| 1998    | Europa/África – Grupo IV Zona A  | Armenia              | Kampala     | 1 – 2     |
| 1998    | Europa/África – Grupo IV Zona A  | Benín                | Kampala     | 0 – 2     |
| 1998    | Europa/África – Grupo IV Zona A  | Yibuti               | Kampala     | 3 – 0     |
| 1998    | Europa/África – Grupo IV Zona A  | Sudán                | Kampala     | 3 – 0     |
| 1998    | Europa/África – Grupo IV Zona A  | Azerbaiyán           | Kampala     | 2 – 1     |
| 1999    | Europa/África – Grupo IV Zona B  | Madagascar           | Acra        | 0 – 3     |
| 1999    | Europa/África – Grupo IV Zona B  | Azerbaiyán           | Acra        | 1 – 2     |
| 1999    | Europa/África – Grupo IV Zona B  | Botsuana             | Acra        | 0 – 3     |
| 1999    | Europa/África – Grupo IV Zona B  | San Marino           | Acra        | 1 – 2     |
| 2000    | Europa/África – Grupo IV Zona A  | Kenia                | Kampala     | 0 – 3     |
| 2000    | Europa/África – Grupo IV Zona A  | Yibuti               | Kampala     | 3 – 0     |
| 2000    | Europa/África – Grupo IV Zona A  | Lesoto               | Kampala     | 2 – 1     |
| 2000    | Europa/África – Grupo IV Zona A  | Chipre               | Kampala     | 1 – 2     |
| 2001    | Europa/África – Grupo IV Zona A  | Burkina Faso         | Nicosia     | 1 – 2     |
| 2001    | Europa/África – Grupo IV Zona A  | Gabón                | Nicosia     | 0 – 3     |
| 2001    | Europa/África – Grupo IV Zona A  | San Marino           | Nicosia     | 0 – 3     |
| 2001    | Europa/África – Grupo IV Zona A  | Azerbaiyán           | Nicosia     | 0 – 3     |
| 2001    | Europa/África – Grupo IV Zona A  | Túnez                | Nicosia     | 0 – 3     |
| 2002    | Europa/África – Grupo IV Zona B  | Sin datos            | Sin datos   | Sin datos |
| 2003    | Europa/África – Grupo IV Zona A  | Benín                | Lagos       | 0 – 3     |
| 2003    | Europa/África – Grupo IV Zona A  | Senegal              | Lagos       | 0 – 3     |
| 2003    | Europa/África – Grupo IV Zona A  | Nigeria              | Lagos       | 1 – 2     |
| 2003    | Europa/África – Grupo IV Zona A  | Gabón                | Lagos       | 1 – 2     |
| 2004    | Europa/África – Grupo IV Zona B  | Bosnia y Herzegovina | Chisináu    | 0 – 3     |
| 2004    | Europa/África – Grupo IV Zona B  | Moldavia             | Chisináu    | 0 – 3     |
| 2004    | Europa/África – Grupo IV Zona B  | Ruanda               | Chisináu    | 0 – 3     |
| 2005    | Europa/África – Grupo IV         | Andorra              | Kampala     | 0 – 3     |
| 2005    | Europa/África – Grupo IV         | Ruanda               | Kampala     | 1 – 2     |
| 2005    | Europa/África – Grupo IV         | Azerbaiyán           | Kampala     | 1 – 2     |
| 2005    | Europa/África – Grupo IV         | Senegal              | Kampala     | 1 – 2     |
| 2005    | Europa/África – Grupo IV         | Mauricio             | Kampala     | 2 – 1     |
| 2006    | Europa/África – Grupo IV         | Islandia             | Marsa       | 1 – 2     |
| 2006    | Europa/África – Grupo IV         | San Marino           | Marsa       | 1 – 2     |
| 2006    | Europa/África – Grupo IV         | Malta                | Marsa       | 1 – 2     |
| 2006    | Europa/África – Grupo IV         | Azerbaiyán           | Marsa       | 0 – 3     |
| 2018    | Europa/África – Grupo III África | Kenia                | Nairobi     | 0 – 3     |
| 2018    | Europa/África – Grupo III África | Namibia              | Nairobi     | 1 – 2     |
| 2018    | Europa/África – Grupo III África | Argelia              | Nairobi     | 1 – 2     |
| 2018    | Europa/África – Grupo III África | Mozambique           | Nairobi     | 1 – 2     |
| 2019    | Europa/África – Grupo IV África  | Botsuana             | Brazzaville | 2 – 1     |
| 2019    | Europa/África – Grupo IV África  | Congo                | Brazzaville | 3 – 0     |
| 2019    | Europa/África – Grupo IV África  | Ruanda               | Brazzaville | 1 – 2     |
| 2019    | Europa/África – Grupo IV África  | Camerún              | Brazzaville | 0 – 2     |
| 2020    | Grupo IV África                  | –                    | –           | –         |